# Alison Suttie
Alison Suttie, baronne Suttie, est une femme politique britannique, née le 27 août 1968 à Hawick en Écosse. Membre des Libéraux-démocrates, elle est paire à vie depuis septembre 2013.
Au sein de son parti, elle est whip et membre de l'équipe chargée des affaires étrangères.

## Biographie
Alison Suttie est originaire de Hawick, en Écosse. Elle est la fille d'un médecin généraliste, Alastair Suttie, et de sa femme Gillian. Elle étudie à l'université Heriot-Watt, dont elle est diplômée en français et de russe à  en 1990. Elle passe aussi une partie de ses études en Russie à l'université d'État de Voronej et travaille comme professeure d'anglais à Saint-Pétersbourg.
De 2002 à 2004, elle occupe un poste de conseillère dans le cabinet du président du Parlement européen, l'Irlandais Pat Cox. Durant cette période, elle s'implique dans les pays d'Europe centrale et orientale afin de préparer l'élargissement de l'UE de 2004.
En 2010, elle dirige la campagne des Libéraux-démocrates lors des élections générales britanniques.
Le 17 septembre 2013, le titre de baronesse Suttie est créé pour lui permettre d'être paire à vie.